# 3 سبتمبر
- السبت
- الأحد
- الاثنين
- الثلاثاء
- الأربعاء
- الخميس
- الجمعة

- 307 ربيع الأول 1447  هـ
- 318 ربيع الأول 1447  هـ
- 19 ربيع الأول 1447  هـ
- 210 ربيع الأول 1447  هـ
- 311 ربيع الأول 1447  هـ
- 412 ربيع الأول 1447  هـ
- 513 ربيع الأول 1447  هـ
- 614 ربيع الأول 1447  هـ
- 715 ربيع الأول 1447  هـ
- 816 ربيع الأول 1447  هـ
- 917 ربيع الأول 1447  هـ
- 1018 ربيع الأول 1447  هـ
- 1119 ربيع الأول 1447  هـ
- 1220 ربيع الأول 1447  هـ
- 1321 ربيع الأول 1447  هـ
- 1422 ربيع الأول 1447  هـ
- 1523 ربيع الأول 1447  هـ
- 1624 ربيع الأول 1447  هـ
- 1725 ربيع الأول 1447  هـ
- 1826 ربيع الأول 1447  هـ
- 1927 ربيع الأول 1447  هـ
- 2028 ربيع الأول 1447  هـ
- 2129 ربيع الأول 1447  هـ
- 2230 ربيع الأول 1447  هـ
- 231 ربيع الآخر 1447  هـ
- 242 ربيع الآخر 1447  هـ
- 253 ربيع الآخر 1447  هـ
- 264 ربيع الآخر 1447  هـ
- 275 ربيع الآخر 1447  هـ
- 286 ربيع الآخر 1447  هـ
- 297 ربيع الآخر 1447  هـ
- 308 ربيع الآخر 1447  هـ
- 19 ربيع الآخر 1447  هـ
- 210 ربيع الآخر 1447  هـ
- 311 ربيع الآخر 1447  هـ

3 سبتمبر أو 3 أيلول أو يوم 3 \ 9 (اليوم الثالث من الشهر التاسع) هو اليوم السادس والأربعون بعد المئتين (246) من السنوات البسيطة، أو اليوم السابع والأربعون بعد المئتين (247) من السنوات الكبيسة وفقًا للتقويم الميلادي الغربي (الغريغوري). يبقى بعده 119 يوما لانتهاء السنة.

## أحداث
- 590 - تكريس البابا غريغوريوس الأول
- 1189 - تتويج الملك ريتشارد الأول ملكًا على إنجلترا في ويستمنستر.
- 1260 - وقوع معركة عين جالوت بين المماليك والمغول.
- 1497 - زواج ملك مملكة أراجون فرناندو الثاني من ملكة مملكة قشتالة إيزابيلا.
- 1683 - القوات العثمانية تحقق انتصار كبير في «معركة فيينا» وذلك عندما تمكنت من فتح ثغرة في الدفاع عن المدينة التي كانت واحدة من أهم العواصم الأوروبية.
- 1783 - الولايات المتحدة والمملكة المتحدة توقعان اتفاقية باريس التي مثلت نهاية حرب الاستقلال الأمريكية وذلك باعتراف المملكة المتحدة باستقلال المستعمرات الأمريكية الثلاث عشر.
- 1905 - اليابان وروسيا توقعان «معاهدة بورتسموث» التي أنهت الحرب الروسية اليابانية.
- 1920 - سلطات الانتداب الفرنسي تعلن إقامة «دولة دمشق» وتعهد برئاستها إلى حقي العظم.
- 1925 - إقامة أول مباراة دولية في كرة اليد.
- 1936 - اندلاع معركة بلعة بين المجاهدين العرب والجيش البريطاني وذلك ضمن معارك الثورة الفلسطينية.
- 1937 - اغتيال الحاخام المتطرف «غونشتاين» في البلدة القديمة من القدس الشرقية.
- 1939 - المملكة المتحدة تعلن الحرب على ألمانيا في الحرب العالمية الثانية.
- 1943 - قوات الحلفاء يغزون إيطاليا وذلك في الحرب العالمية الثانية.
- 1945 - القوات اليابانية في الفلبين تستسلم للحلفاء وذلك مع نهاية الحرب العالمية الثانية.
- 1967 - السويد تعتمد قيادة السيارات على الجانب الأيمن من الشارع.
- 1971 - الإعلان عن استقلال قطر من المملكة المتحدة.
- 1981 - تفجير سيارة مفخخة في دمشق أمام مقر قيادة القوى الجوية يؤدي إلى مقتل 20 وجرح 50 آخرين على الأقل. اتهمت السلطات السورية العراق بالمسؤولية، ويعتقد أن تنظيم الطليعة المقاتلة للإخوان المسلمين كان وراء التفجير.
- 1984 - انفجار قنبلة بمحطة سكة حديد في كندا يؤدي إلى مقتل وجرح 33 شخص.
- 1989 - تحطم طائرة ركاب برازيلية تؤدي إلى مقتل 54 شخص.
- 2004 -
  - مقتل 200 من الرهائن المحتجزين في مدرسة بجنوب روسيا إثر محاولة الاقتحام.
  - الزعيم الليبي معمر القذافي يوافق على دفع مبلغ 35 مليون دولار كتعويض لضحايا الملهى الليلي الألماني الذي تم تفجيره عام 1986.
- 2009 - الإعلان عن فوز علي بونغو أونديمبا نجل الزعيم الراحل عمر بونجو بالانتخابات الرئاسية في الغابون بعد حصولة على 42% من الأصوات وسط احتجاجات من المعارضة التي تقول إن الانتخابات زورت لضمان توريث الحكم.
- 2012 - رئيس الجزائر عبد العزيز بوتفليقة يعين عبد المالك سلال وزيرًا أول خلفًا لأحمد أويحي.
- 2013 - افتتاح مكتبة برمنجهام، أكبر مكتبة عامة بلدية في المملكة المتحدة.
- 2017 - كوريا الشمالية تجري سادس اختبار نووي لها.

## مواليد
- 1750 - جاك فرانسوا مينو، جنرال فرنسي.
- 1781 - يوجين دو بوارنيه، نبيل فرنسي وابن الإمبراطورة جوزفين.
- 1856 - لويس سوليفان، مهندس معماري أمريكي.
- 1869 - فريتز بريغل، عالم كيمياء نمساوي حاصل على جائزة نوبل في الكيمياء عام 1923.
- 1875 - فارديناند بورشيه، مخترع ألماني وأحد مؤسسي صناعة السيارات في ألمانيا.
- 1877 - ميخائيل زالسكي، إحاثي روسي.
- 1879 - علي الجشي، فقيه وقاضي شرعي وشاعر سعودي.
- 1899 - فرانك ماكفارلين بورنيت، طبيب أسترالي حاصل على جائزة نوبل في الطب عام 1960.
- 1900 - أورهو ككونن، رئيس فنلندا.
- 1905 - كارل ديفيد أندرسون، عالم فيزياء أمريكي حاصل على جائزة نوبل في الفيزياء لعام 1936.
- 1926 - إيرين باباس، ممثلة ومغنية يونانية.
- 1936 - زين العابدين بن علي، رئيس تونس.
- 1938 -
  - طلحت حمدي، ممثل سوري.
  - ريوجي نويوري، عالم كيمياء ياباني حاصل على جائزة نوبل في الكيمياء عام 2001.
- 1939 - قاسم جداين، صحفي مغربي.
- 1951 - مايتريبالا سيريسينا، رئيس سيريلانكا السابع.
- 1964 - هولت مكالاني، ممثل أمريكي.
- 1965 - تشارلي شين، ممثل أمريكي.
- 1971 -
  - شيرويت عادل، مخرجة مصرية.
  - كيران ديساي، كاتبة هندية.
- 1974 - زينة ظروف، ممثلة سورية.
- 1977 -
  - أولوف ميلبيرغ، لاعب كرة قدم سويدي.
  - روي ماركيز، لاعب كرة قدم أنغولي.
- 1979 - جوليو سيزار، لاعب كرة قدم برازيلي.

## وفيات
- 1402 - جان غالياتسو فيسكونتي، دوق دوقية ميلانو.
- 1651 - السلطانة كوسم، زوجة السلطان أحمد الأول وحاملة لقب السلطانة الأم.
- 1658 - أوليفر كرومويل، قائد عسكري وسياسي إنجليزي.
- 1948 - إدوارد بينش، رئيس تشيكوسلوفاكيا.
- 1984 - عبد اللطيف الملوحي، شاعر سوري.
- 1994 - بيلي رايت، لاعب ومدرب كرة قدم إنجليزي.
- 2006 - عبد الله المطوع، داعية إسلامي كويتي.
- 2009 - أحمد قدور دوغان، شاعر سوري.
- 2012 -
  - محمود الجوهري، لاعب ومدرب كرة قدم مصري.
  - مايكل كلارك دنكان، ممثل أمريكي.
- 2014 - أبو العز الحريري، سياسي مصري.
- 2018 -
  - خليل القارئ، عالم مسلم وشيخ أئمة الحرمين الشريفين.
  - جلال الدين حقاني، قائد عسكري ومجاهد وعالم مسلم أفغاني.
- 2021 - محمد سعيد الحكيم، مرجع شيعي عراقي.
- 2022 - فتح الله المغاري، مُغني ومُلحن مغربي.

## أعياد ومناسبات
- عيد الاستقلال في قطر.
- عيد القوات المسلحة في الصين وتايوان.
- عيد العلم في أستراليا.
- يوم التأسيس في سان مارينو.
- يوم التحرير في موناكو.

## وصلات خارجية
- وكالة الأنباء القطريَّة: حدث في مثل هذا اليوم.
- النيويورك تايمز: حدث في مثل هذا اليوم.
- BBC: حدث في مثل هذا اليوم.